# 台伯河平原
台伯河平原，是義大利的一個平原，位于台伯河河畔，是古罗马文化发源地，已有两千五百多年的历史。罗马城就在台伯河平原上，形成了意大利政治、文化、交通中心。